# Simone Edwards
Simone Ann-Marie Edwards (Kingston, 17 novembre 1973 – 16 febbraio 2023) è stata una cestista e allenatrice di pallacanestro giamaicana, professionista nella WNBA.

## Carriera
Con la Giamaica ha disputato tre edizioni dei Campionati americani (2007, 2011, 2013). 

## Morte
È morta per complicazioni dovute ad un tumore alle ovaie diagnosticato nel 2021.

## Palmarès
- Campionessa WNBA (2004)